# Hwange
Hwange (anteriormente Wankie) es una ciudad en Zimbabue, localizada en el distrito de Hwange, en Matabeleland Septrentional, al noroeste de Zimbabue, cerca de las fronteras internacionales con Botsuana y Zambia. Está aproximadamente a 100 kilómetros, por carretera, al sureste de Victoria Falls, la ciudad grande más cercana. Hwange tiene una elevación de 770 metros por encima del nivel del mar.

## Lugares de interés
La ciudad alberga las oficinas del ayuntamiento de Hwange, así como la sede de la Administración del distrito de Hwange. Hwange es el centro de la industria de Zimbabue. Allí tiene su sede Hwange Colliery, una importante empresa minera del sector del carbón, y el Campo de carbón de Wankie es uno de los más grande en el mundo. Fue descubierto aquí en 1895 por el scout americano Frederick Russell Burnham. Hoy el carbón se transporta por todo el país gracias al ferrocarril minero de Thomson Junction, donde se lleva a los Ferrocarriles Nacionales de Zimbabue. Además, en Hwange se encuentra un importante parque nacional: el parque nacional Hwange. El parque se ubica en la ruta principal entre Bulawayo y las cataratas Victoria. Es la única zona de África donde hay antílopes africanos y hienas marrones. Además, los elefantes gozan de mucha popularidad en el parque, ya que se cuenta con un número muy elevado de los mismos.
En Hwange se encuentra además el Royal Bank Zimbabue, un banco comercial que es propiedad de Standard Chartered.

## Historia
La ciudad se llama así debido al cacique de Zwange, que es llamado ahora Jefe de Hwange. La ciudad se llamó Wankie hasta 1982.

### Desastre de la mina de carbón
En junio de 1972 tuvo lugar el desastre minero más mortífero en la historia del país cuando ocurrió una explosión subterránea en Wankie Núm.2 Colliery. Cuatrocientos veintisiete mineros perdieron sus vidas; trescientos noventa y uno africanos y treinta y seis europeos. Aparte de los 170 rodesianos que murieron, había noventa y un zambianos, cincuenta y dos de Mozambique, treinta y siete de Malaui, treinta tanzianos, trece del suroeste de África, y uno de Botsuana.

## Población
La población actual de la ciudad no se sabe públicamente. Según el censo de población de 1992, la ciudad tuvo una población de 42581. En 2015, la población de Hwange estuvo estimada en 38000 habitantes.

## Clima
| Dato de clima para Hwange (1961@–1990)     | Dato de clima para Hwange (1961@–1990) | Dato de clima para Hwange (1961@–1990) | Dato de clima para Hwange (1961@–1990) | Dato de clima para Hwange (1961@–1990) | Dato de clima para Hwange (1961@–1990) | Dato de clima para Hwange (1961@–1990) | Dato de clima para Hwange (1961@–1990) | Dato de clima para Hwange (1961@–1990) | Dato de clima para Hwange (1961@–1990) | Dato de clima para Hwange (1961@–1990) | Dato de clima para Hwange (1961@–1990) | Dato de clima para Hwange (1961@–1990) | Dato de clima para Hwange (1961@–1990) |
| Mes                                        | Ene                                    | Feb                                    | Mar                                    | Abr                                    | mayo                                   | Jun                                    | Jul                                    | Ago                                    | Sep                                    | Oct                                    | Nov                                    | Dic                                    | Año                                    |
| ------------------------------------------ | -------------------------------------- | -------------------------------------- | -------------------------------------- | -------------------------------------- | -------------------------------------- | -------------------------------------- | -------------------------------------- | -------------------------------------- | -------------------------------------- | -------------------------------------- | -------------------------------------- | -------------------------------------- | -------------------------------------- |
| Media de las temperaturas máximas °C (°F)  | 29.2 (84.6)                            | 28.9 (84)                              | 28.8 (83.8)                            | 27.9 (82.2)                            | 26.2 (79.2)                            | 24.0 (75.2)                            | 24.1 (75.4)                            | 26.9 (80.4)                            | 30.9 (87.6)                            | 32.1 (89.8)                            | 31.7 (89.1)                            | 29.7 (85.5)                            | 28.4 (83.1)                            |
| Media de las temperaturas mínimas °C (°F)  | 18.1 (64.6)                            | 17.7 (63.9)                            | 16.8 (62.2)                            | 13.4 (56.1)                            | 8.7 (47.7)                             | 4.9 (40.8)                             | 4.6 (40.3)                             | 7.2 (45)                               | 12.1 (53.8)                            | 16.0 (60.8)                            | 17.5 (63.5)                            | 18.0 (64.4)                            | 12.9 (55.2)                            |
| Media de precipitaciones mm (pulgadas)     | 145.1 (5.713)                          | 128.9 (5.075)                          | 57.1 (2.248)                           | 20.3 (0.799)                           | 2.6 (0.102)                            | 0.1 (0.004)                            | 0.0 (0)                                | 0.6 (0.024)                            | 1.6 (0.063)                            | 21.4 (0.843)                           | 55.8 (2.197)                           | 126.5 (4.98)                           | 560.0 (22.047)                         |
| Días lluviosos de media                    | 12                                     | 10                                     | 7                                      | 3                                      | 1                                      | 0                                      | 0                                      | 0                                      | 1                                      | 3                                      | 7                                      | 12                                     | 56                                     |
| Fuente: Organización Meteorológica Mundial |                                        |                                        |                                        |                                        |                                        |                                        |                                        |                                        |                                        |                                        |                                        |                                        |                                        |